# Mille Miglia 1934

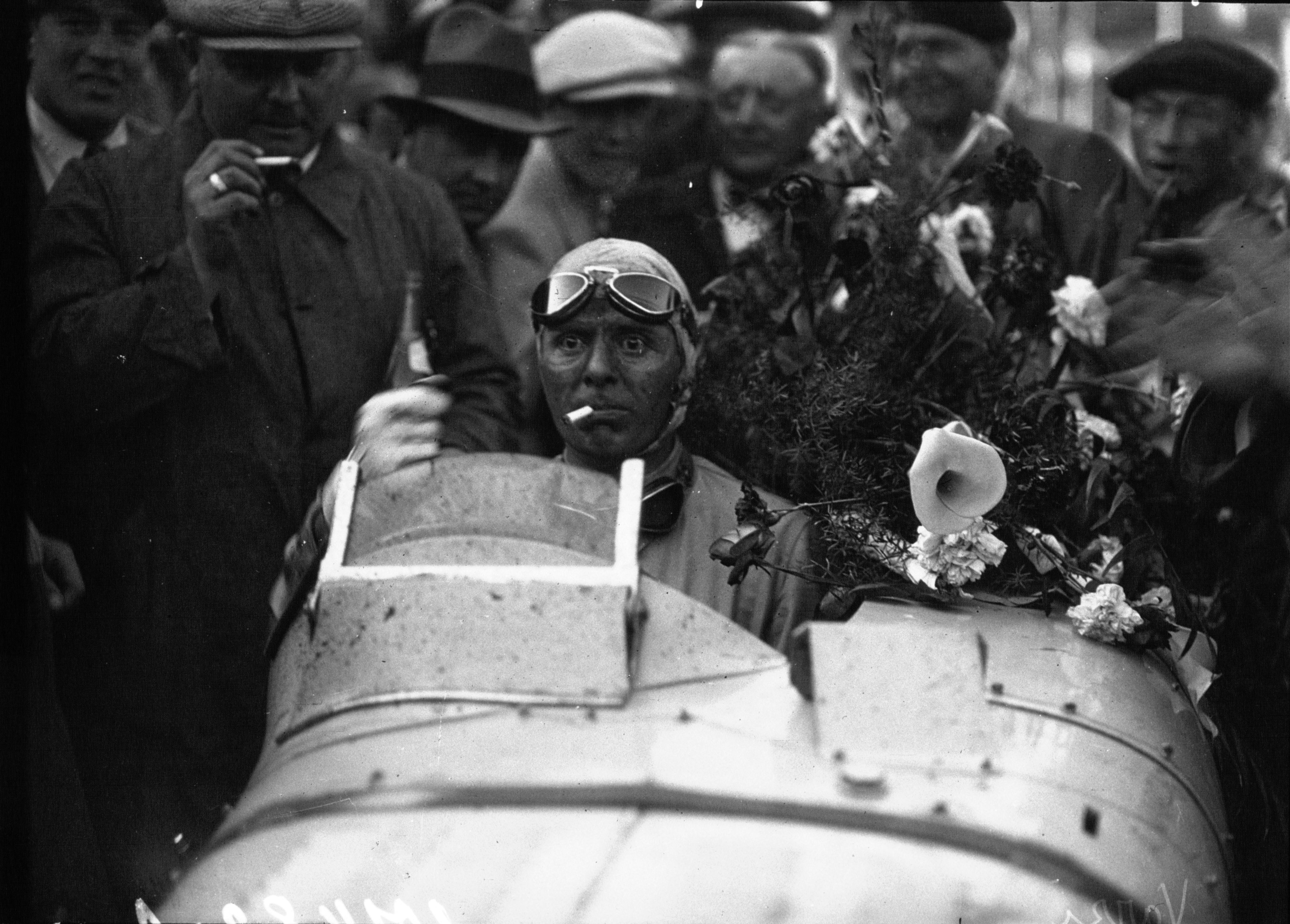
Achille Varzi, hier beim Großen Preis von Monaco 1933, gewann 1934 seine erste und einzige Mille Miglia

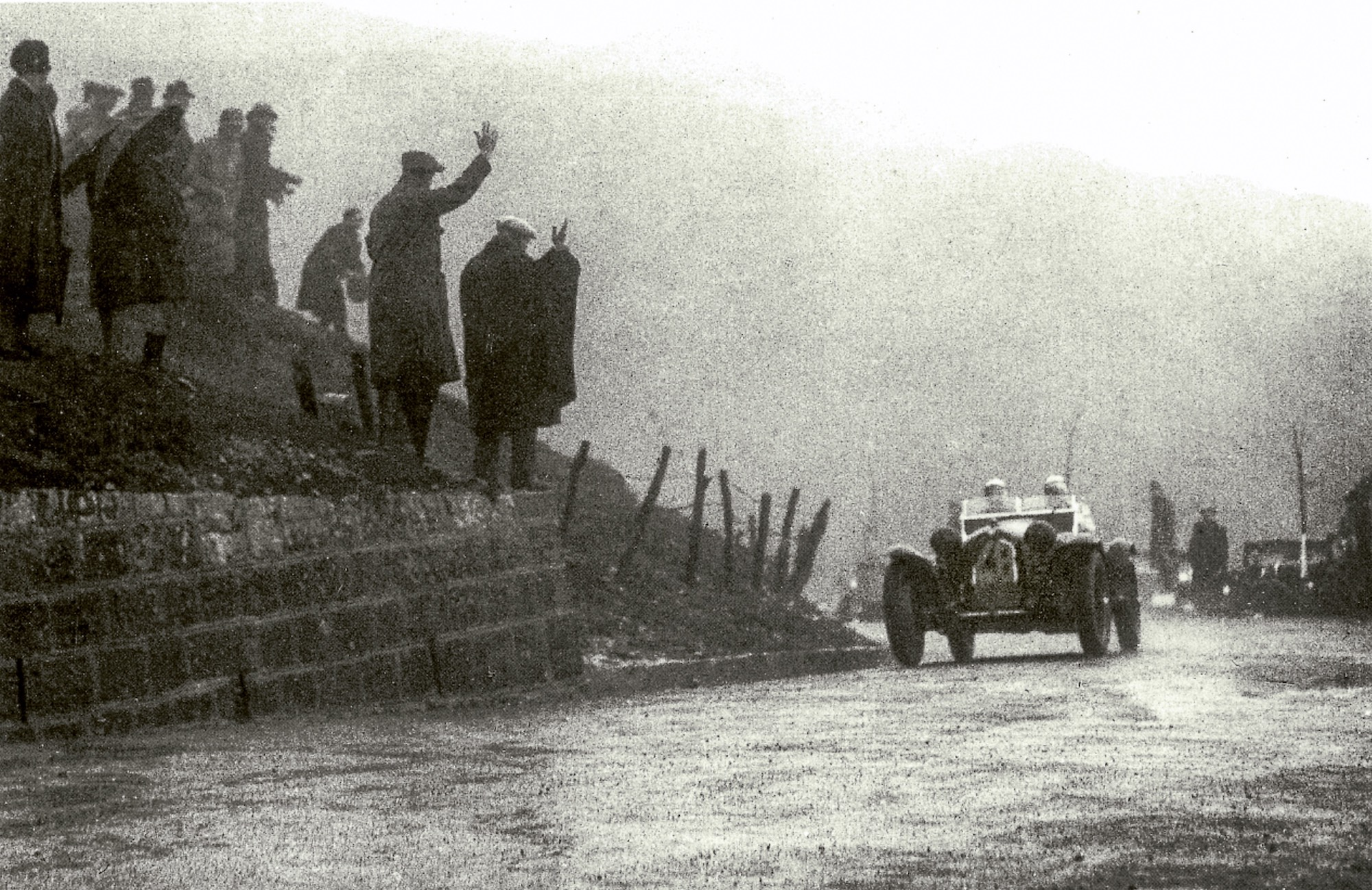
Der siegreiche Alfa Romeo 8C 2300 Monza Spider Brianza 2.6 von Achille Varzi und Amedeo Bignami während des Rennens

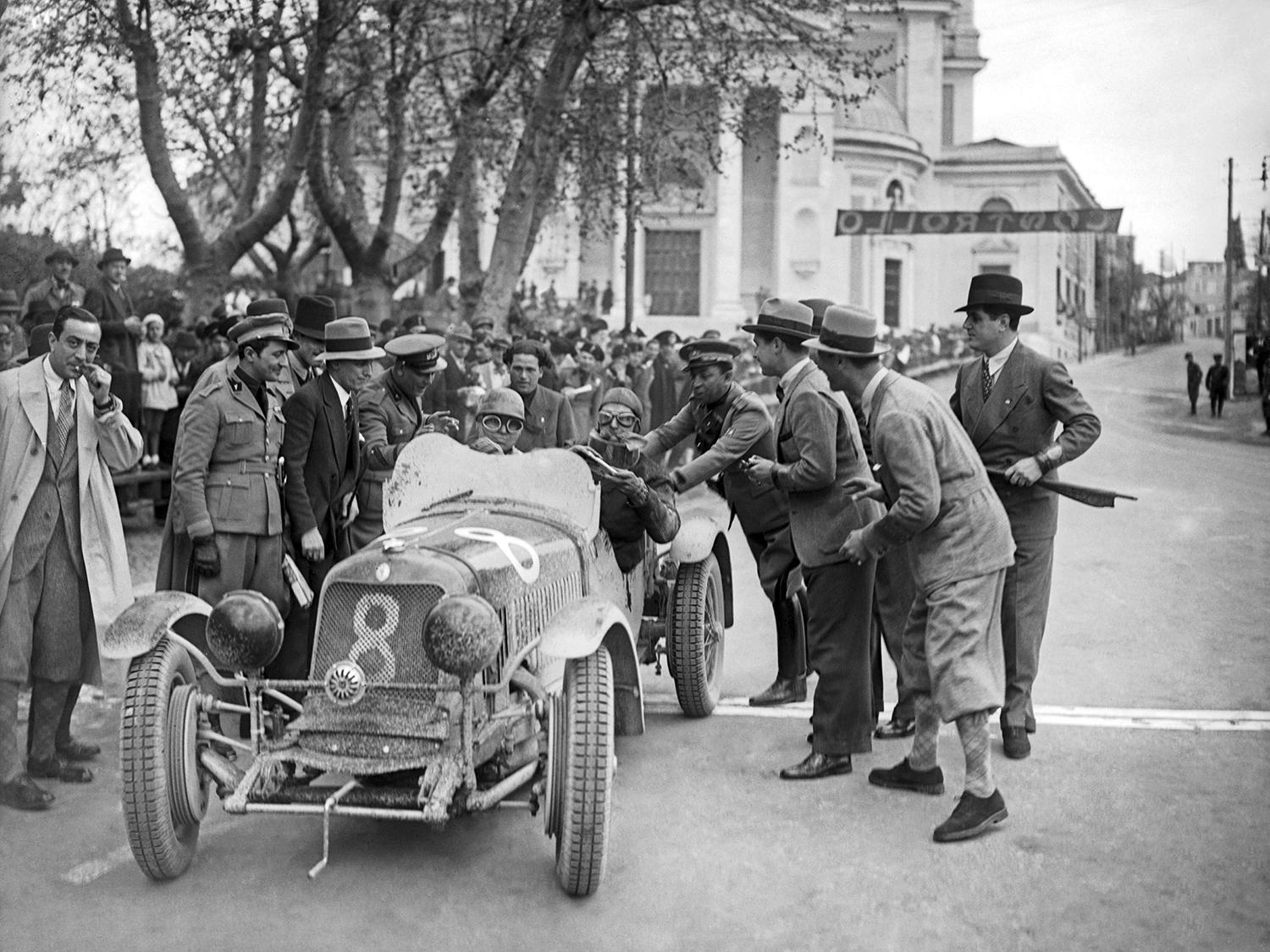
Der fünftplatzierte Piero Taruffi nach der Zielankunft

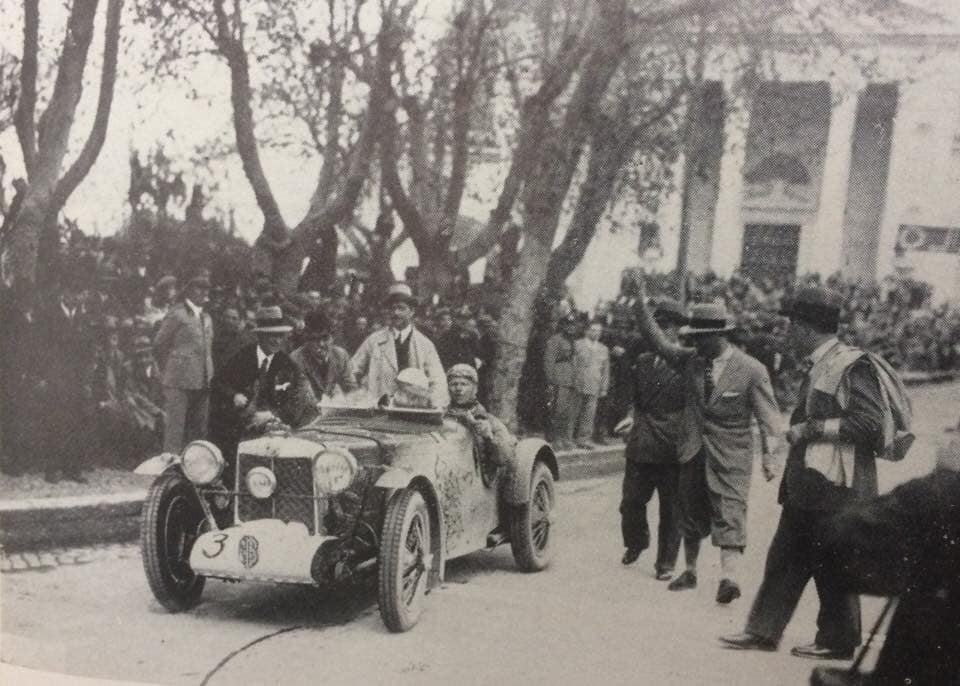
MG Magnette K3 von Giovanni Lurani, Clifton Penn-Hughes; Rang 11 im Gesamtklassement

Die achte Mille Miglia fand am 7. und 8. April 1934 statt und führte über 1.616 km von Brescia nach Rom und wieder zurück nach Brescia.

## Das Rennen

### Die Route
Brescia – Cremona – Piacenza – Parma – Reggio nell’Emilia – Modena – Bologna – Raticosapass – Futapass – Florenz – Siena – Radicofani – Viterbo – Rom – Terni – Sommapass – Spoleto – Perugia – Gubbio – Castelraimondo – Tolentino – Macerata – Porto Recanati – Ancona – Pesaro – Rimini – Forlì – Bologna – Ferrara – Rovigo – Padua – Venedig – Treviso – Vicenza – Verona – Brescia

### Neue Streckenführung
Bei der Mille Miglia 1934 kam es zu einigen nicht unwesentlichen Änderungen in der Streckenführung. In Cremona, kurz nach dem Start, gab es eine neue Straße nach Bologna, die die Streckenlänge um 34 Kilometer verkürzte, die Durchschnittsgeschwindigkeit jedoch erhöhte. Nach der Wende in Rom, auf dem Weg zurück in den Norden, bog die Strecke nach Padua Richtung Venedig ab (entsprach der heutigen Strada Statale 309 Romea). Dabei musste die Autobrücke über die Lagune von Venedig in beiden Richtungen passiert werden. Ab Treviso fuhren die Wagen auf Teilen der 1932 eröffneten Autostrada A4 zurück zum Startort Brescia.

### Teams und Fahrer
1934 kehrte Alfa Romeo werksseitig zur Mille Miglia zurück. Vittorio Jano entwickelte einen neuen 2,6-Liter-8-Zylinder-Reihenmotor für den Alfa Romeo 8C. Gefahren wurde der Werkswagen von Tazio Nuvolari. Um Chancengleichheit zu wahren, entschied Jano, dass die von Enzo Ferrari geführte Scuderia Ferrari ebenfalls Fahrzeuge mit den neuen Motoren erhalten sollte. Ferrari hatte mit seiner Rennmannschaft 1933 die Renneinsätze für Alfa Romeo durchgeführt und mit Nuvolari die Mille Miglia gewonnen.
Spitzenfahrer bei Ferrari war Achille Varzi. Die Beziehung von Nuvolari und Varzi war viele Jahre von tiefer Feindschaft geprägt. Beim Bordino-Pokal im oberitalienischen Alessandria 1930 kam es zum Eklat. Das Rennen war nach Pietro Bordino benannt, der dort 1928 tödlich verunglückt war. Varzi und Novolari lieferten sich ein Rennen auf Biegen und Brechen, was schließlich mit einer Kollision endete, bei der Varzi Nuvolari von der Strecke schob. Nuvolari brach sich dabei ein Bein. Verschärft wurde die Rivalität bei der Mille Miglia 1930. Beide fuhren Werks-Alfa-Romeos. Während sich aber Varzi am Ende des Rennens an einen von Jano ausgegebenen Nichtangriffspakt hielt, fuhr Nuvolari in der beginnenden Nacht mit vollem Tempo sogar ohne Licht, um Varzi einholen zu können. Er gewann das Rennen und Varzi beklagte sich in den italienischen Medien heftig über seinen Landsmann. Erst der italienische Journalist und Motorsportfunktionär Giovanni Canestrini, Mitbegründer der Mille Miglia, brachte im Frühjahr 1933 eine Aussöhnung der beiden Piloten zustande.
Einen weiteren Alfa Romeo des Ferrari-Teams fuhr Mario Tadini. Tadini, Eigentümer einer Kette von Bekleidungsgeschäften, hatte 1929 Enzo Ferrari bei der Gründung der Scuderia finanziell unterstützt und ging bei Sportwagenrennen an den Start. Louis Chiron war 1934 einer der erfolgreichsten Fahrer im internationalen Motorsport und neben Guy Moll der zweiten Nichtitaliener, der für die Scuderia an den Start ging. Attraktion im Team war aber eine Frau. Anna Maria Peduzzi fuhr gemeinsam mit ihrem Ehemann Gianfranco Comotti einen Alfa Romeo 6C 1500 SSft Spider Brianza.
Wie im Jahr davor war auch 1934 das Werksteam von MG in Italien am Start. Vorbereitet waren drei MG Magnette K3. Gefahren wurden die in der Klasse für Sportwagen bis 1,1 Liter Hubraum gemeldeten Wagen von Giovanni Lurani, Clifton Penn-Hughes, Earl Howe sowie von Eddie Hall, dessen Ehefrau seine Beifahrerin war. Das einzige geschlossene Fahrzeug am Start war der Werks-Lancia Astura von Mario Nardilli und Carlo Maria Pintacuda. Der einzige Werkswagen von Maserati war ein 4CS 1100, gefahren von Piero Taruffi.

### Der Dreikampf um den Sieg
Das Ergebnis der Mille Miglia 1934 wurde maßgeblich von den Reifen beeinflusst. Zum ersten Mal seit der ersten Veranstaltung 1927 wurde das Rennen fast ausschließlich auf regennassen Straßen gefahren. Während die Scuderia-Ferrari-Piloten auf spezielle Regenreifen von Pirelli zurückgreifen konnten, musste Nuvolari im Werks-Alfa-Romeo mit Trockenreifen von Dunlop vorliebnehmen. Damit war er von Anfang an gehandicapt. In vielen Publikationen wird das Rennen als Duell von Varzi gegen Nuvolari beschrieben; in Wahrheit war es jedoch ein Dreikampf, der bis zur Hälfte des Rennens von Mario Tadini bestimmt wurde. Tadini führte bei der Halbzeit in Rom und wurde erst bei der Fahrt zurück in den Norden durch einen Getriebeschaden gestoppt. Im Ziel hatte Varzi knapp acht Minuten Vorsprung auf Nuvolari. Chiron lag als Dritter schon mehr als eine Stunde zurück.

## Ergebnisse

### Schlussklassement
| 1               | S 3.0   | 48 | Scuderia Ferrari     | Achille Varzi Amedeo Bignami                 | Alfa Romeo 8C 2300 Monza Spider Brianza 2.6 | 14:08:05,000 |
| 2               | S 3.0   | 44 | Alfa Romeo           | Tazio Nuvolari Eugenio Siena                 | Alfa Romeo 8C 2300 Monza Spider Brianza 2.6 | 14:16:58,000 |
| 3               | S 3.0   | 46 | Scuderia Ferrari     | Louis Chiron Archimede Rosa                  | Alfa Romeo 8C 2300 Monza Spider Brianza 2.6 | 15:24:00,000 |
| 4               | S 3.0   | 59 |                      | Giovanni Battaglia Ferruccio Bianchi         | Alfa Romeo 8C 2300 Monza 2.6                | 15:29:34,000 |
| 5               | S 1.1   | 8  | Maserati             | Piero Taruffi Guerino Bertocchi              | Maserati 4CS 1100                           | 15:39:01,000 |
| 6               | S 3.0   | 60 | Gruppo San Giorgio   | Arrigo Sanguinetti Renato Balestrero         | Alfa Romeo 8C 2300                          | 16:21:31,000 |
| 7               | S 3.0   | 56 | Scuderia Subalpina   | Piero Dusio Giulio Aymini                    | Alfa Romeo 8C 2300 2.3                      | 16:38:16,000 |
| 8               | S 3.0   | 57 |                      | Gennaro Auricchio Umberto Berti              | Alfa Romeo 8C 2300                          | 16:43:17,000 |
| 9               | T 2.0   | 42 |                      | N. Pertile G. Jonoch                         | Alfa Romeo 6C 1750 Spider Brianza           | 16:55:29,000 |
| 10              | T + 3.0 | 32 | Scuderia Lancia      | Mario Nardilli Carlo Maria Pintacuda         | Lancia Astura                               | 16:58:56,000 |
| 11              | S 1.1   | 3  | MG                   | Giovanni Lurani Clifton Penn-Hughes          | MG Magnette K3                              | 17:01:14,000 |
| 12              | S 3.0   | 55 |                      | Felice Bonetto A. Negri                      | Alfa Romeo 8C 2300 2.6                      | 17:24:28,000 |
| 13              | S 1.5   | 27 | Scuderia Ferrari     | Anna Maria Peduzzi Gianfranco Comotti        | Alfa Romeo 6C 1500 SSft Spider Brianza      | 17:39:55,000 |
| 14              | S 1.1   | 15 |                      | Giuseppe Gilera Sebastiano Manzoni           | Fiat Siata 508S                             | 17:46:32,000 |
| 15              | S 1.1   | 12 |                      | O. Chilesotti G. Goti                        | Fiat 508CS Balilla Sport                    | 17:49:30,000 |
| 16              | S 1.5   | 25 |                      | G. Mignini T. Montesi                        | Alfa Romeo 6C 1500                          | 17:54:04,000 |
| 17              | T + 3.0 | 31 |                      | Mario Coda G. Ramella                        | Lancia Lambda                               | 18:02:08,000 |
| 18              | S 1.1   | 7  |                      | Ettore Bianco A. Mignanego                   | Fiat Siata 508S                             | 18:21:35,000 |
| 19              | S 1.1   | 4  |                      | Vittorugo Mallucci O. Astolfi                | Fiat Siata 508S                             | 18:31:52,000 |
| 20              | S 1.1   | 22 |                      | Alberto Macchia M. Jelmini                   | Fiat 508CS Balilla Sport                    | 18:41:57,000 |
| 21              | S 1.1   | 20 | Theodor Fork         | Theodor Fork Charley                         | MG Magnette K3                              | 18:43:35,000 |
| 22              | T + 3.0 | 30 |                      | F. Giovanelli O. Vaggelli                    | Itala Speciale Diesel                       | 18:46:52,000 |
| 23              | T 2.0   | 38 |                      | G. Castellano Gino Zordan                    | Alfa Romeo 6C 1750 GS                       | 18:52:56,000 |
| 24              | S 1.1   | 2  |                      | A. Facchetti F. Venosta                      | Fiat 508CS Balilla Sport                    | 18:55:55,000 |
| 25              | S 3.0   | 61 |                      | Giovanni Battista Santinelli B. Donnini      | Alfa Romeo 8C 2300                          | 19:30:00,000 |
| 26              | T 2.0   | 37 |                      | F. Crivellari Enzo Bortolon                  | Alfa Romeo 6C 1750                          | 19:36:12,000 |
| 27              | S 3.0   | 53 |                      | Guglielmo Gramolelli R. Toti                 | Alfa Romeo 8C 2300                          | 19:41:00,000 |
| 28              | S 1.1   | 17 |                      | P. L. Torriani S. Petruccioli                | Fiat 508CS Balilla Sport                    | 20:04:05,000 |
| 29              | S 1.3   | 13 |                      | Francesco Apruzzi A. Antelmi                 | Fiat 508CS Balilla Sport                    | 22:03:00,000 |
| Ausgefallen     |         |    |                      |                                              |                                             |              |
| 30              | S 1.1   | 5  |                      | Giacomo Ragnoli „Torni“                      | Fiat                                        |              |
| 31              | S 1.1   | 6  | MG                   | Eddie Hall Mrs. E. J. Hall                   | MG Magnette K3                              |              |
| 32              | S 1.1   | 10 |                      | Luigi Villoresi Emilio Villoresi             | Fiat 508CS Balilla Sport                    |              |
| 33              | S 1.1   | 11 |                      | Moris Bergamini E. Guastalla                 | Fiat 508CS Balilla Sport                    |              |
| 34              | S 1.1   | 14 |                      | L. Beccaria Attilio Battilana                | Fiat Siata 508S                             |              |
| 35              | S 1.1   | 16 | MG                   | Earl Howe T. Thomas                          | MG Magnette K3                              |              |
| 36              | S 1.1   | 18 |                      | P. Ravano M. Lenzi                           | Fiat Siata 508S                             |              |
| 37              | S 1.1   | 19 |                      | Alfredo Caniato A. Rocca                     | Rocca 1100                                  |              |
| 38              | S 1.1   | 21 |                      | D. Bignami U. Cavanna                        | Fiat                                        |              |
| 39              | S 1.1   | 23 |                      | G. Coppola Bacciocchi                        | Fiat 508CS Balilla Sport                    |              |
| 40              | S 1.5   | 24 | Manech Dinshaw Petit | Manech Dinshaw Petit A. Esson Scott          | Aston Martin Le Mans                        |              |
| 40              | S 1.5   | 26 |                      | Ippolito Berrone P. Bortolini                | Maserati 4CS 1500 Campari & Sorniotti       |              |
| 41              | S 1.5   | 28 |                      | Alb. Pellerano A. Scarpari                   | Alfa Romeo 6C 1500                          |              |
| 42              | S 1.5   | 29 |                      | O. Argentiero A. Ferrari                     | Alfa Romeo 6C 1500                          |              |
| 43              | T 2.0   | 33 |                      | E. Gioni R. Cinelli                          | Alfa Romeo 6C 1750                          |              |
| 43              | T 2.0   | 34 | Scuderia Subalpina   | Giuseppe Farina Luigi Della Chiesa           | Alfa Romeo 6C 1750                          |              |
| 44              | T 2.0   | 36 |                      | Francesco Beneventano G. Della Valle         | Alfa Romeo 6C 1750                          |              |
| 45              | T 2.0   | 39 |                      | P. Ferraro G. Clerici                        | Alfa Romeo 6C 1750                          |              |
| 46              | T 2.0   | 40 |                      | Giovanni Restelli C. Dell’Orto               | Alfa Romeo 6C 1900 GT                       |              |
| 47              | T 2.0   | 41 |                      | Ermanno Gurgo Salice Carlo Laredo de Mendoza | Alfa Romeo 6C 1900 GT                       |              |
| 48              | T 2.0   | 43 |                      | V. Parodi E. Zuccarini                       | Alfa Romeo 6C 1900 GT                       |              |
| 49              | S 3.0   | 45 | Scuderia Ferrari     | Mario Tadini Nando Barbieri                  | Alfa Romeo 8C 2300 Monza Spider Brianza 2.6 |              |
| 50              | S 3.0   | 47 | Scuderia Siena       | Giovanni Minozzi Luigi Soffietti             | Alfa Romeo 8C 2300 2.6                      |              |
| 51              | S 3.0   | 50 |                      | Nicola Borelli V. Lo Prete                   | Alfa Romeo 8C 2300                          |              |
| 52              | S 3.0   | 52 |                      | Giovanni Maria Cornaggia Medici E. Premoli   | Alfa Romeo 8C 2300 Touring                  |              |
| 53              | S 3.0   | 54 |                      | Lelio Pellegrini Giuseppe Santi              | Alfa Romeo 8C 2300                          |              |
| 54              | S 3.0   | 58 | Scuderia Ferrari     | Pietro Ghersi Guglielmo Carraroli            | Alfa Romeo 8C 2300 Monza 2.6                |              |
| 55              | S 3.0   | 63 |                      | Hans Ruesch Ulrich Maag                      | Alfa Romeo 8C 2300                          |              |
| Nicht gestartet |         |    |                      |                                              |                                             |              |
| 56              | S 1.1   | 1  |                      | Secondo Corsi                                | Fiat                                        | 1            |
| 57              | S 1.1   | 9  |                      | „Quer“ „Par“                                 | Fiat                                        | 2            |
| 58              | T 2.0   | 35 |                      | G. Azzali                                    | Alfa Romeo                                  | 3            |
| 59              | S 3.0   | 62 |                      | Gino Rovere Giovanni Alloatti                | Alfa Romeo 8C 2300 2.6                      | 4            |
| 60              |         |    | Eddie Hall           | Eddie Hall Mrs. E. J. Hall                   | Bentley 3/1                                 | 5            |

1nicht gestartet
2nicht gestartet
3nicht gestartet
4nicht gestartet
5nur im Training gefahren

### Nur in der Meldeliste
Zu diesem Rennen sind keine weiteren Meldungen bekannt.

### Klassensieger
| Klasse  | Fahrer             | Fahrer                | Fahrzeug                                    | Platzierung im Gesamtklassement |
| ------- | ------------------ | --------------------- | ------------------------------------------- | ------------------------------- |
| S 3.0   | Achille Varzi      | Amedeo Bignami        | Alfa Romeo 8C 2300 Monza Spider Brianza 2.6 | Gesamtsieg                      |
| S 1.5   | Anna-Maria Peduzzi | Gianfranco Comotti    | Alfa Romeo 6C 1500 SSft Spider Brianza      | Rang 13                         |
| S 1.1   | Piero Taruffi      | Guerino Bertocchi     | Maserati 4CS 1100                           | Rang 5                          |
| T + 3.0 | Mario Nardilli     | Carlo Maria Pintacuda | Lancia Astura                               | Rang 10                         |
| T 2.0   | N. Pertile         | G. Jonoch             | Alfa Romeo 6C 1750 Spider Brianza           | Rang 9                          |

### Renndaten
- Gemeldet: 60
- Gestartet: 55
- Gewertet: 29
- Rennklassen: 5
- Zuschauer: unbekannt
- Wetter am Renntag: starker Regen
- Streckenlänge: 1616,000 km
- Fahrzeit des Siegerteams: 14:08:05,000 Stunden
- Gesamtrunden des Siegerteams: 1
- Gesamtdistanz des Siegerteams: 1616,000 km
- Siegerschnitt: 114,290 km/h
- Pole Position: keine
- Schnellste Rennrunde: keine
- Rennserie: zählte zu keiner Rennserie